# Néstor Amarilla
Néstor Amarilla Acosta (Coronel Oviedo, 24 de julio de 1980) es un director, actor, productor de teatro y de televisión paraguayo.
Graduado en diciembre del 2005 como mejor egresado de la Metropolitan State University, EE. UU.. Tiene licenciaturas en Artes Dramáticas y en Medios de Comunicación Masivos. Ha escrito una veintena de obras de teatro y serie de televisión. La más destacada es "Fecha Feliz" o "Saved by a Poem" en su versión en inglés.
Durante 2013 se desempeñó como maestro en La Academia y panelista de El Debate, ambos programas fueron emitidos por la cadena de televisión Telefuturo de Paraguay. 

## Biografía
Néstor Amarilla Acosta nació el 24 de julio de 1980 en la Colonia Genaro Romero, ubicada a 30 km de la ciudad de Coronel Oviedo. Es uno de los tres hijos de Juan de la Cruz Amarilla y de Herminia Acosta Vda. de Amarilla. Como hijo de campesinos, Néstor pasó una infancia muy humilde y sencilla. Su padre fue un conocido anti-stronista en la comunidad.
A los 13 años conoció a Kristin Callahan, una voluntaria de Cuerpo de Paz quien vivía en la zona. Con ella aprendió inglés. Crearon el periódico Kokue Poty (Flor del Campo) y una escuela para enseñar inglés a los jóvenes de la comunidad. A recomendación de Kristin contactó la organización AFS para realizar un estudio secundario en el extranjero. Después de varios años de exámenes le fue otorgada una beca completa de la misma organización para estudiar en los EE. UU..
A los 17 años viajó y vivió con la familia Stillson en Fridley, Minnesota por un año, donde terminó su último año de secundaria, graduándose con honores, especialmente en sus clases de teatro y música.[cita requerida] Retornó a Minnesota en julio del 2000 para estudiar en una universidad. En ese tiempo, conoció a la Directora de Wallin Foundation quien le ofreció una beca completa para estudiar en la institución universitaria de su elección.
Néstor eligió la institución Metropolitan State University de Minnesota. Optó por la carrera de televisión y artes escénicas. Luego de dos años, uno de sus profesores le recomendó cambiar su enfoque a la escritura de obras que puedan ser representadas en un escenario teatral. Siguiendo ese consejo, se concentró en actuación y dirección. El 15 de diciembre de 2005 recibió sus licenciaturas en Artes Escénicas y Medios de Comunicación Masivos. Fue condecorado como mejor egresado de la escuela de Ciencias y Artes de la mencionada Universidad.[cita requerida]
Ya con dos títulos universitarios y con tres obras producidas en la universidad: Americana Rose, Ripped Dress o Vestido Roto y La Pruebera, empezó a escribir más piezas teatrales para las compañías de teatro Twin Theaters. Escribió y dirigió Saved by a Poem en el Festival de Teatro organizado por Teatro del Pueblo. Ese mismo año también estrenó una obra coescrita en el teatro Mixed Blood titulada Born in Iraq.
Tras haber regresado al Paraguay brindó asistencia de dirección al programa periodístico Cuentas Claras emitida por el SNT, conducido por Mario Ferreiro y producido por Augusto Barreto. En el 2008 fue contratado por la administración Chena de Canal 13 como Director del Departamento de Ficción, dirigiendo ese año la serie  Niñera de Adultos, que también la coescribió. En octubre de ese mismo año fue nombrado director artístico del mismo canal, haciéndose cargo de la mayoría de los programas y encabezando su primer talk show, Ellas. 
Dirigió en Asunción, en el Teatro Latino, su obra Fecha Feliz, versión castellana y guaraní de Saved by a Poem, que es la historia real de su familia en tiempos de la dictadura Stronista. Se estrenó el 6 de febrero de 2009, tres días después de lo previsto. Tras una temporada, la obra también fue presentada a pedido del público en el Teatro Municipal de Asunción el 8 de marzo del mismo año como parte del festejo por el día mundial de la mujer.
En julio del 2009 estrenó Che, Che K-nal, una comedia que cuenta la historia de un cacique que a raíz de un malentendido y queriendo complacer a su esposa, en vez de comprar un set de televisión, compra todo un canal. 
En octubre del 2009 lanzó la versión libro de Fecha Feliz en un número reducido. Esa misma obra fue nuevamente publicada en abril del 2010 por Servilibro en Asunción y unos meses más tarde en los EE. UU. por Amazon en tres idiomas: guaraní, español e inglés.
El 19 de abril de 2011, Amarilla presentó su último trabajo, La Pruebera en versión libro y en las tablas. La presentación del libro estuvo a cargo de la actriz paraguaya María Elena Sachero. La lectura del prólogo a cargo de Margarita Irun. La obra fue presentada por la Embajada Española en Paraguay en su espacio teatral Juan de Salazar.
A través del programa Tacumbu Lee promueve la literatura y el arte como una manera de buscar la rehabilitación de internos en la Penitenciaría Nacional de Tacumbu para una efectiva reinserción en la sociedad después de haber cumplido sus respectivas condenas. Lidera diferentes grupos de lectura y enseña clases de oratoria y teatro. Su programa cuenta con el apoyo de la Dirección del Penal, La Fiscalía de Prevención de Delitos y de Las Naciones Unidas. 
En mayo del 2011, como parte de los festejos del bicentenario del Paraguay, la comuna de su ciudad natal, Coronel Oviedo, le eligió como uno de los 200 ovetenses más destacados en el país. 
Desde el 28 de mayo de 2013, pasó a formar parte del programa televisivo La Academia,emitido por la cadena de televisión Telefuturo. Fue el profesor de actuación y teatro, además de ser uno de los panelistas del programa soporte denominado "El Debate". Ambos tuvieron una duración de cuatro meses.

## Obras de teatro producidas
- Rosa Americana (2004) Theater Underground (EE. UU.)
- Vestido Roto (2005) Teatro de las Américas (Paraguay)
- Ripped Dress (2005) Theater Underground (EE. UU.)
- La Pruebera (2005) Theater Underground (EE. UU.)
- Saved by a Poem (2006) Teatro del Pueblo (EE. UU.)
- Born in Irak (2006) Mixed Blood Theater (EE. UU.)
- Fecha Feliz (2009) Teatro Latino y Teatro Municipal (Paraguay)
- Che, Che K-nal (2009) Teatro Latino (EE. UU.)

## Libros
- Fecha Feliz (2010) Servilibro
- Saved by a Poem (2010) Amazon
- La Pruebera (2011) Servilibro